# Уэсуги Норимаса
Уэсуги Норимаса (上杉 憲政?, 1523 — 13 апреля 1579) — японский государственный и военный деятель периода Сэнгоку, 15-й глава рода Яманоути Уэсуги (1531—1561) и 26-й канто канрэй (1531—1561). Известен также как Фудзивара-но-Норимаса.

## Биография
Младший сын Уэсуги Норифуса (1467—1525), 13-го главы рода Ямаучи Уэсуги (1512—1525) и канто канрэя (1512—1525).
В апреле 1525 года 59-летний Уэсуги Норифуса скончался. Ему наследовал приёмный сын Уэсуги Норихиро (ум. 1551), сводный брат Норимаса. В 1531 году Уэсуги Норихиро был отстранён от должности и отправлен в ссылку. Уэсуги Норимаса унаследовал титул канто канрэя и стал 15-м главой рода Уэсуги (ветвь Яманаути).
В 1541-1552 годах Уэсуги Норимаса вёл борьбу с соседними родами Го-Ходзё и Такэда.
В 1544 году две ветви рода Уэсуги — Огигаяцу во главе с Уэсуги Томосада и Яманоути во главе с Уэсуги Норимаса — объединили свои силы для совместной борьбы против усиливающегося рода Го-Ходзё. Они заключили союз с Имагава Удзитика, даймё провинции Суруга, и канто-кубо Асикага Харуудзи, чтобы совместно напасть на замок Кавагоэ, которым владел Ходзё Цунанари. В октябре 1545 года объединённое войско (около 85 тыс.чел.) под командованием Уэсуги Норимаса, Уэсуги Томосада и Асикага Харуудзи осадило замок Ковагоэ, который защищал гарнизон из 3000 человек. В мае 1546 года Ходзё Удзиясу во главе 8-тысячного войска прибыл на помощь своему младшему брату Цунанари. В результате ночной битвы при Кавагоэ Ходзё Удзиясу разгромил войско коалиции. Противник потерял 13-15 тыс. чел. убитыми и ранеными. В этом сражении погиб Уэсуги Томосада.
В 1546 году Уэсуги Норимаса потерпел поражение в битве при Одайхара в провинции Синано от Такэда Сингэна, даймё провинции Каи. В 1551 году он потерпел новое поражение от Ходзё Удзиясу и вынужден был уступить роду Ходзё своё последнее владение — замок Хираи. В 1552 году Уэсуги Норимаса бежал в провинцию Этиго к своему вассалу Нагао Кагэтора, который предоставил ему убежище. Нагао согласился предоставить своего господину убежище и взять его под свою защиту, но только на определённых условиях. В 1557 году Уэсуги Норимаса вынужден был усыновить Нагао Кагэтора и предоставить ему титул «даймё Этиго». В 1561 году Норимаса передал своему приёмному сыну титул «канто канрэй» и свою фамилию в наследство. Нагао Кагэтора изменил своё имя на Уэсуги Кэнсин.
В 1578 году после смерти его приёмного сына Кэнсина началась междоусобная борьба между приёмными сыновьями Кэнсина — Кагэтора и Кагэкацу, в которой Норимаса поддерживал первого. В 1579 году Кагэтора потерпел поражение от Кагэкацу. Норимаса вместе с сыном и наследником Кагэтора отправился на переговоры с Кагэкацу. В апреле того же года в лагере Кагэкацу они оба были убиты. Сыновья Норимасы также погибли.